# Bahnhof Wattwil

Der Bahnhof Wattwil der Schweizerischen Südostbahn ist ein Bahnknotenpunkt in der Ortschaft Wattwil im Kanton St. Gallen. Er wurde im Jahr 1870 eingeweiht und verfügt über fünf Gleise. Das Bahnhofsgebäude ist ein Kulturgut von regionaler Bedeutung.

## Geschichte

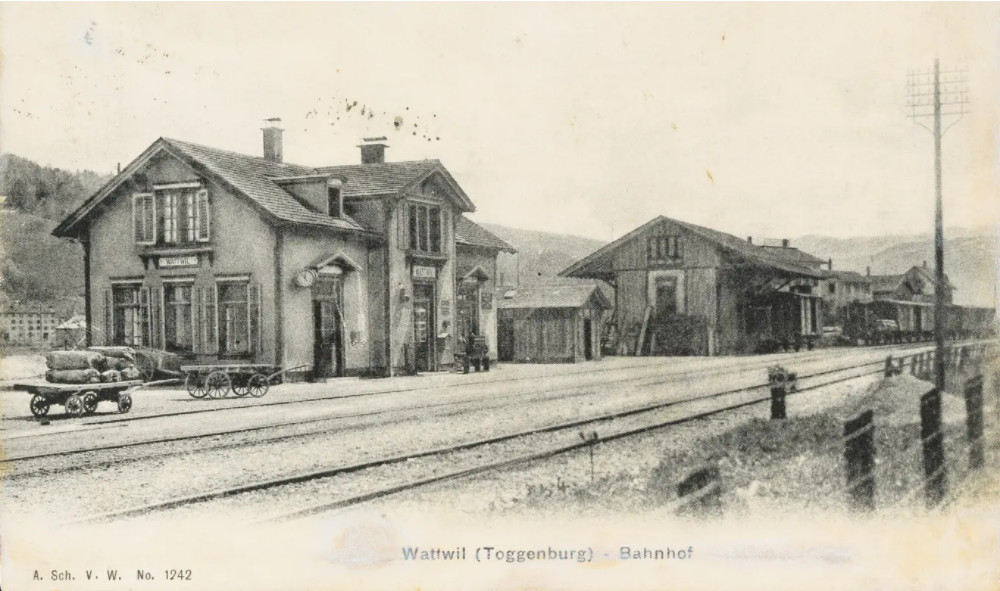
Bahnhof Wattwil um 1900

Mit der Eröffnung der Toggenburgerbahn von Wil nach Ebnat erhielt Wattwil 1870 eine bescheidene Bahnstation. Das ursprüngliche Stationsgebäude stand im Bereich der heutigen Einfahrweichen Seite Lichtensteig.

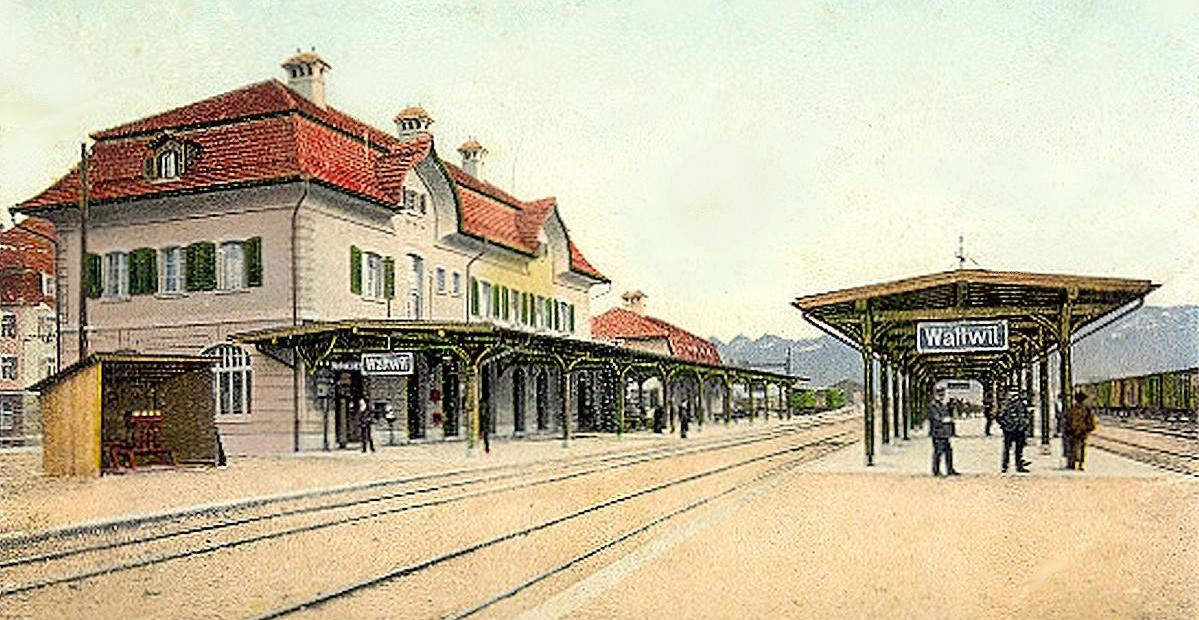
Mit der Eröffnung von BT und Rickenbahn erhielt Wattwil 1910 einen neuen Bahnhof.

Erst 1910 mit der Betriebaufnahme der Bodensee-Toggenburg-Bahn (BT) und der anschliessenden Rickenbahn der SBB wurde aus dem bescheidenen Durchgangsbahnhof ein Kreuzungsbahnhof.
Dazu musste zuerst Platz geschaffen werden, denn dort, wo sich das südliche Gleisfeld des Bahnhofs ausdehnt, floss damals die Thur. Der geplante Bau des neuen Bahnhofs löste die Erste Thurkorrektion mit einer Verkürzung des Flusslaufs aus. Damit wurde die Hochwassersicherheit verbessert und Platz für die Entwicklung des Bahnhofs und des Dorfs geschaffen. Um der gestiegenen Bedeutung gerecht zu werden, erstellten SBB und BT gemeinsam ein grosszügiges Aufnahmegebäude und erweiterten die Gleisanlagen.
Im Gegensatz zum Gemeinschaftsbahnhof Lichtensteig – der sich ebenfalls auf Wattwiler Gemeindegebiet befindet – wurde der Bahnhof nicht vom St. Galler Architekten Samuel Schlatter, sondern vom SBB-Architekten Heinrich Ditscher projektiert. Architektonische Gemeinsamkeiten zwischen den beiden denkmalgeschützten Aufnahmegebäuden sind jedoch nicht zu übersehen.

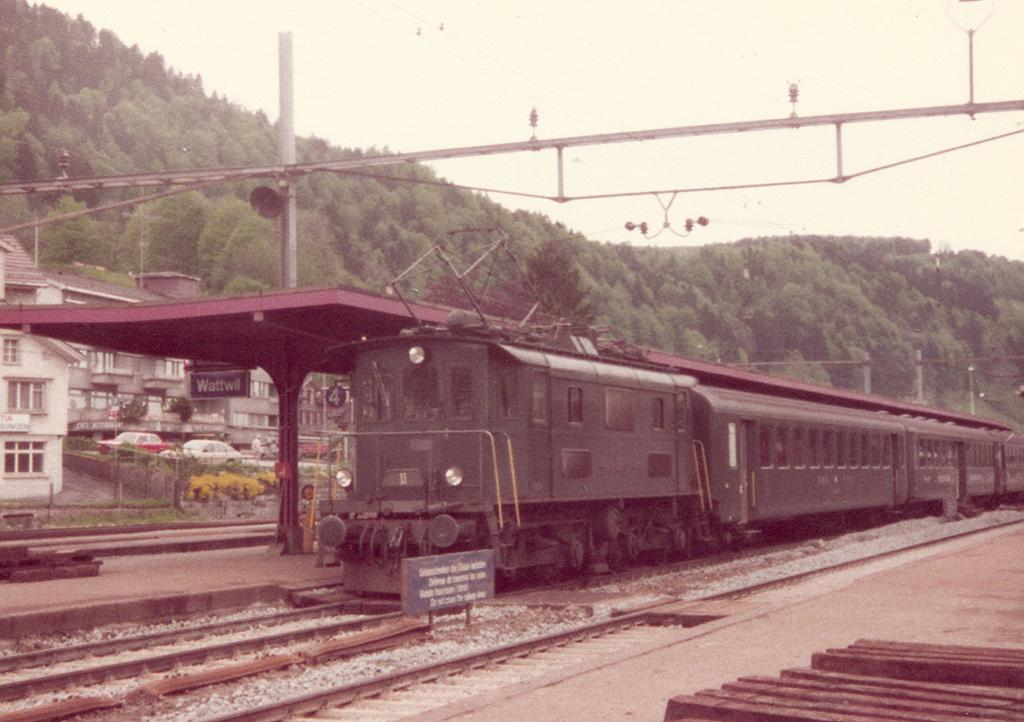
Die Be 4/4 der BT prägten lange Zeit den Bahnbetrieb im Toggenburg. Personenzug mit Wagenmaterial von SBB und BT 1983 im Bahnhof Wattwil.

Der Kohlenmonoxidunfall im Rickentunnel 1926 bewog die SBB, den Tunnel ein Jahr später zu elektrifizieren. Um wieder einen durchgehenden Betrieb zwischen Romanshorn und Rapperswil zu ermöglichen, elektrifizierte die BT ihre Strecke 1931/32. Zwischen Wattwil und Lichtensteig war nur das BT-Gleis elektrifiziert, nicht aber dasjenige der SBB. Die Strecke Wil–Wattwil wird seit 1943 elektrisch betrieben.
Aufgrund der günstigen Lage im öffentlichen Verkehr entwickelte Wattwil sich zu einer Zentrumsgemeinde mit Kantons- und Berufsschule, Einkaufsmöglichkeiten und bis 2022 mit einem Spital.

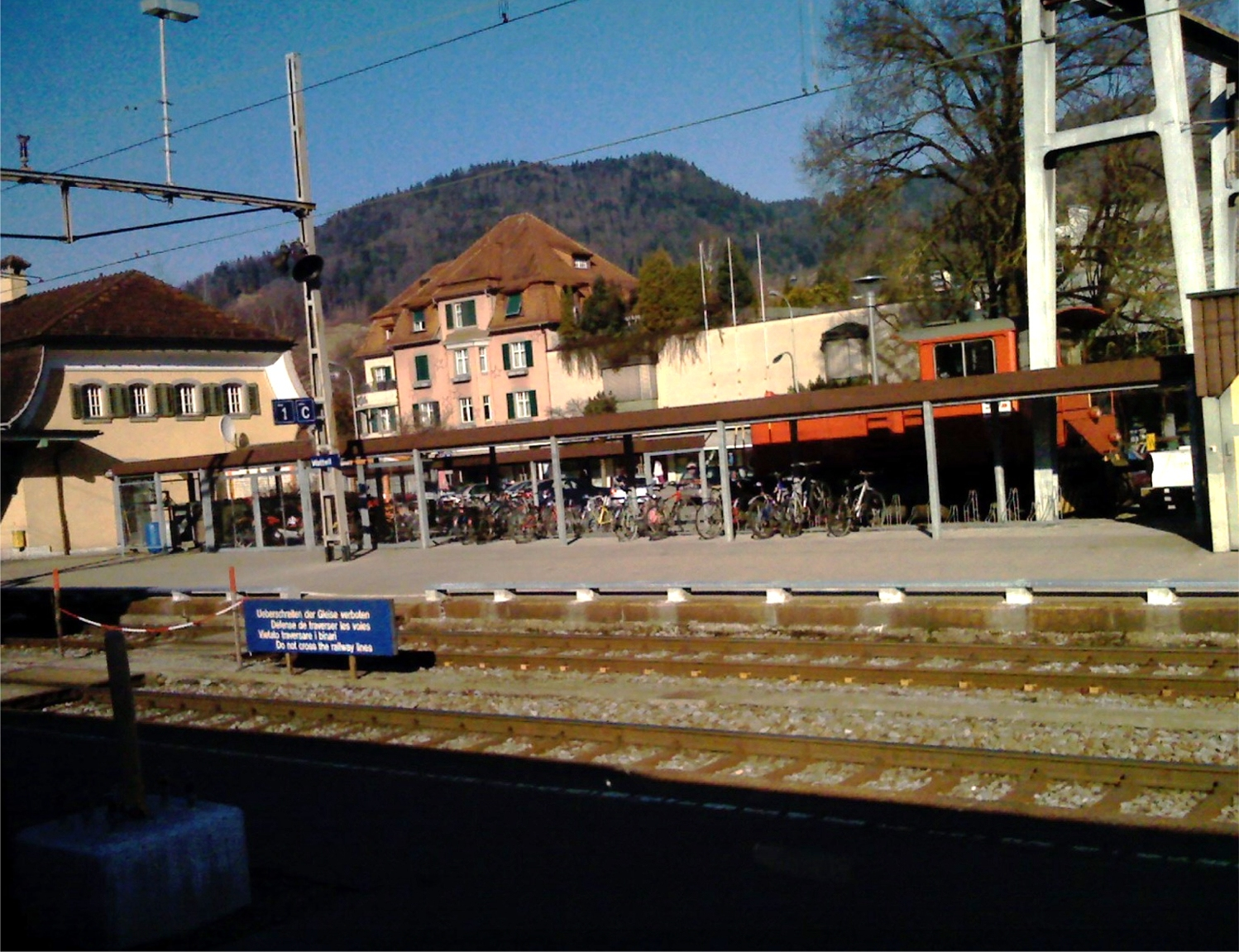
Neben dem Dienstgebäude befindet sich heute ein Fahrradunterstand.

Nach der Fusion der Bodensee-Toggenburg-Bahn im Jahr 2001 zur „neuen“ Schweizerischen Südostbahn wurden die komplizierten Eigentumsverhältnisse
nach langwierigen Verhandlungen bereinigt.
Der Streckenabschnitt Lichtensteig–Wattwil–Ebnat-Kappel mit den ehemaligen Gemeinschaftsbahnhöfen Wattwil und Lichtensteig kam vollständig in Besitz der Südostbahn. Im Gegenzug übernahmen die SBB die Bahnhöfe St. Gallen, St. Gallen St. Fiden und Romanshorn.
Zum 100-Jahr-Jubiläum konnte die Südostbahn 2010 den sanierten Bahnhof einweihen. Die Perrons wurden erhöht und sind nun mit Rampen zugänglich, die Billettautomaten ersetzt und der Platz auf Perron 1 vergrössert, weil das mechanische Stellwerk ausgebaut wurde. Das neue Stellwerk wird aus der Betriebszentrale in Herisau ferngesteuert. Das Bahnhofsgebäude wurde komplett ausgehöhlt und verfügt seither über ein Bahnreisezentrum. 2018/2019 erstellte die Südostbahn auf einem Teil des Bahnhofsareals eine Überbauung mit Räumlichkeiten für den Detailhandel und Mietwohnungen. 2021 wurde der Südkopf mit neuen Weichen versehen, damit die Züge schneller einfahren und Verspätungen aufholen können. Das Stellwerk wurde ersetzt, und die Passerelle musste abgebrochen werden. Sie ging in den Besitz des Dampfbahn-Vereins Zürcher Oberland über und soll das neue Eingangsportal des geplanten Dampfbahn-Freilichtmuseums in Bauma zieren.

## Betrieb
Wattwil wird von Zügen der Südostbahn und von Thurbo (S2 und S9) bedient.

### Fernverkehr
Stündlich verkehrt der Voralpen-Express. Zur halben Stunde kreuzen sich bei Wattwil die Züge nach Luzern und St. Gallen.
- VAE St. Gallen ‒ Herisau ‒ Wattwil ‒ Rapperswil ‒ Pfäffikon SZ ‒ Arth-Goldau ‒ Küssnacht am Rigi ‒ Luzern (SOB)

### Regionalverkehr
S-Bahn St. Gallen
- S 2 Nesslau-Neu St. Johann – Herisau – St. Gallen – Rorschach – St. Margrethen – Altstätten (Thurbo)
- S 4 Rapperswil – Uznach – Wattwil – Herisau – St. Gallen – Rorschach – St. Margrethen – Sargans (SOB) (verkehrt als S17 via Ziegelbrücke weiter nach Rapperswil)
- S 9 Wil – Wattwil (Thurbo)

Durchschnittlich stiegen 2018 im Bahnhof Wattwil täglich 7273 Bahnreisende ein und aus.

### Busverkehr

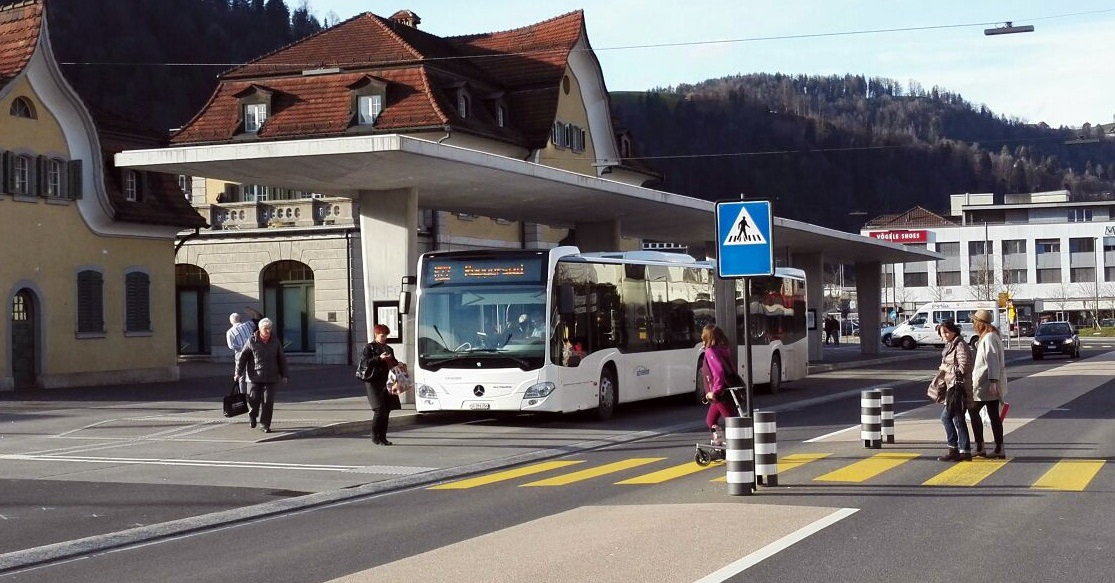
Schneider-Bus vor dem Bahnhof Wattwil kurz vor der Abfahrt nach Rapperswil

Vor dem Bahnhof befindet sich der Bushof, von wo aus Buslinien die Umgebung erschliessen. Sie werden betrieben von den Schneider Busbetrieben, vom Busbetrieb Lichtensteig–Wattwil–Ebnat-Kappel und vom Postauto.
- 622 Rapperswil – Eschenbach – Ricken – Wattwil (Schneider Busbetriebe)
- 770 Lichtensteig – Wattwil – Ebnat-Kappel (Busbetrieb Lichtensteig–Wattwil–Ebnat-Kappel)
- 780 Hemberg  – Wattwil (Postauto)
- 790 Wattwil – Nesslau – Wildhaus – Buchs (Postauto)

## Trivia
Für den Film Sternenberg wurden die Szenen im „Bahnhof Sternenberg“ in Wattwil gedreht.